# Carles de Montoliu i Carrasco
Carles de Montoliu i Carrasco   (Barcelona, 13 de setembre de 1930 - Madrid, 23 de juny de 2021) baró de l'Albi, fou un polític, empresari i promotor cultural català.

## Biografia
Estudià a l'Escola Superior d'Agricultura de Barcelona, on obtingué el títol de pèrit agrícola el 1954.
Fou senador del Círculo Ecuestre, presidit per Carles Güell de Sentmenat. Durant algun temps es dedicà a la política. Fou governador civil de Guadalajara de 1970 a 1974. El 1980 es presentà a les eleccions al Parlament de Catalunya a les llistes de Centristes de Catalunya-UCD, però no fou escollit. També es presentà en les llistes de Convergència i Unió a les eleccions als consells comarcals de 1987 per la Noguera.
Per tal de mantenir viu el patrimoni cultural i arquitectònic que suposen els castells catalans, impulsà la Fundació Castells Culturals de Catalunya, amb seu al castell de Montsonís, que era de la seva propietat i fou el primer a obrir les portes al públic. A més de les visites a castells, la Fundació promou els cicles de concerts Música als Castells. També va impulsar la creació de l'Institut d'Estudis Nobiliaris Catalans. Era membre de l'Orde de Malta des de 1978 i del Sagrat Orde Militar Constantinià de Sant Jordi des de 2004. L'any 2007 fou elegit acadèmic d'honor de la Reial Acadèmia de Belles Arts de Sant Jordi. El 1998 va rebre la Creu de Sant Jordi.
Morí el 23 de juny de 2021 a Madrid a causa d'una afecció renal i les seves cendres van dur-se al castell de Montsonís.

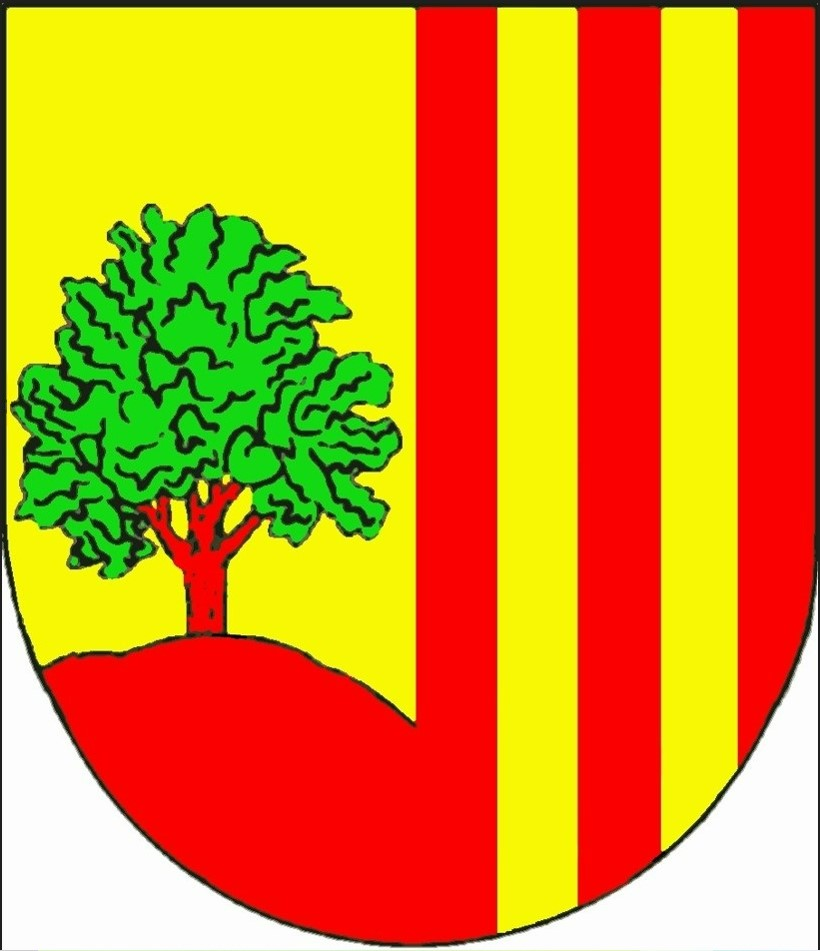
Escut de la família Montoliu (segons una versió a Montsonís)
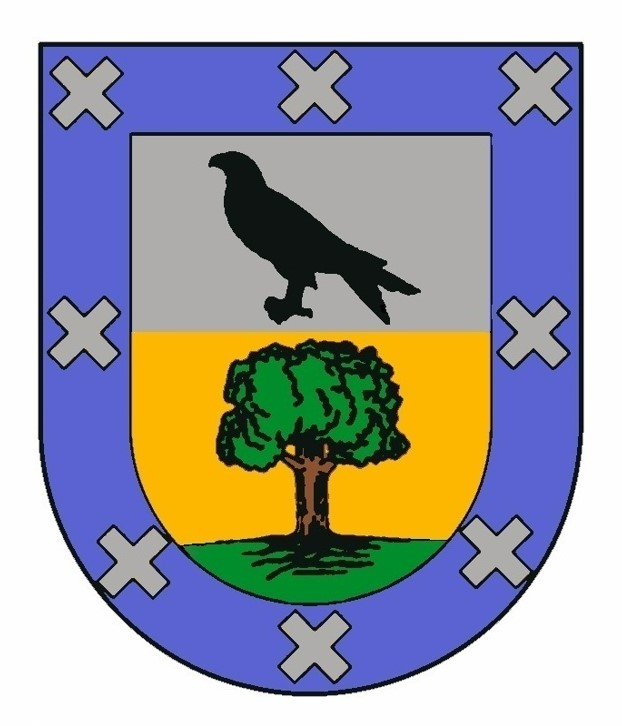
Escut de la família Carrasco (segons una versió a Montsonís)